# John Miljan
John Miljan (Lead, Dakota del Sur; 9 de noviembre de 1892-Hollywood, California; 24 de enero de 1960) fue un actor estadounidense. Apareció en 201 películas entre 1924 y 1958.
Realizó su primera aparición en 1927 en la película The Jazz Singer. Años después tuvo papeles de autoridades, tales como ejecutivos y militares. Es recordado por ser el General Custer en la película de Cecil B. De Mille The Plainsman.
Murió en Hollywood a causa de un cáncer en 1960, a los 67 años de edad. Estuvo casado con Victoire Lowe, y adoptó los dos hijos que ella tuvo anteriormente con el actor Creighton Hale.

## Filmografía

### Cine mudo
- The Lone Chance (1924)
- Silent Sanderson (1925)
- The Unchastened Woman (1925)
- The Devil's Circus (1926)
- Footloose Widows (1926)
- The Amateur Gentleman (1926)
- Lovers (1927)
- The Ladybird (1927)
- The Satin Woman (1927)
- A Sailor's Sweetheart (1927)
- The Silver Slave (1927)
- The Clown (1927)

### Cine sonoro
- The Little Snob (1928)
- Tenderloin (1928)
- The Home Towners (1928)
- Lady Be Good (1928)
- Women They Talk About (1928)
- Stark Mad (1929)
- Hardboiled Rose (1929)
- Speedway (1929)
- Untamed (1929)
- Queen of the Night Clubs (1929)
- Innocents of Paris (1929)
- Voice of the City (1929)
- Devil-May-Care (1929)
- The Unholy Night (1929)
- The Woman Racket (1930)
- The Unholy Three (1930)
- The Sea Bat (1930)
- Show Girl in Hollywood (1930)
- Paid (1930)
- Our Blushing Brides (1930)
- Remote Control (1930)
- Iron Man (1931)
- Son of India (1931)
- Emma (1931)
- Gentleman's Fate (1931)
- Hell Divers (1931)
- Politics (1931)
- Possessed (1931) como John Driscoll
- Susan Lenox, Her Fall and Rise (1931) como Wayne Burlingham
- Arsène Lupin (1932)
- Los ricos están con nosotros (The Rich Are Always with Us, 1932)
- Night Court (1932)
- The Wet Parade (1932)
- Prosperity (1932)
- The Beast of the City (1932)
- Unashamed (1932)
- Are You Listening? (1932)
- Flesh (1932)
- The Kid from Spain (1932)
- Whistling in the Dark (1933)
- What! No Beer? (1933)
- The Nuisance (1933)
- Blind Adventure (1933)
- Twin Husbands (1933)
- King for a Night (1933)
- Made on Broadway (1933)
- The Way to Love (1933)
- Young and Beautiful (1934)
- The Ghost Walks (1934)
- The Poor Rich (1934)
- Madame Spy (1934)
- Belle of the Nineties (1934)
- Charlie Chan in Paris (1935)
- Mississippi (1935)
- Tomorrow's Youth (1935)
- Murder at Glen Athol (1935)
- Under the Pampas Moon (1935)
- Sutter's Gold (1936)
- The Plainsman (1936)
- Private Number (1936)
- The Oklahoma Kid (1936) como Ringo (el abogado)
- If I Were King (1938)
- Of Human Hearts (1938)
- Ride a Crooked Mile (1938)
- Fast and Furious (1939)
- Juarez (1939)
- Emergency Squad (1940)
- Women Without Names (1940)
- Queen of the Mob (1940)
- New Moon (1940)
- The Deadly Game (1941)
- Forced Landing (1941)
- The Cowboy and the Blonde (1941)
- Obliging Young Lady (1942)
- The Big Street (1942)
- Submarine Alert (1943)
- The Fallen Sparrow (1943)
- I Accuse My Parents (1944)
- The Merry Monahans (1944)
- Wildfire (1945)
- Back to Bataan (1945) (no acreditado)
- The Killers (1946)
- Lost City of the Jungle (1946) (serial)
- The Flame (1947)
- Stampede (1949)
- Mrs. Mike (1949)
- Adventure in Baltimore (1949)
- Samson and Delilah (1949) como Lesh Lakish
- Bonzo Goes to College (1952)
- Run for Cover (1955) como el alcalde Walsh
- The Ten Commandments (1956) como el ciego
- The Lone Ranger and the Lost City of Gold (1958) como el jefe Tomache
- Dead Men Don't Wear Plaid (1982 - metraje de archivo)